# Seiji Ebihara
Seiji Ebihara (海老原 清治, Ebihara Seiji; Abiko, 2 april 1949) is een Japans professioneel golfer. 
Ebihara won een toernooi op de Japan Golf Tour en verdiende ruim ¥ 260.000.000. 
Ebihara speelt sinds 2000 op de Europese Senior Tour en heeft daar al zes toernooien gewonnen. In 2002 stond hij nummer één op de Order of Merit. 

## Gewonnen

### Japan Golf Tour
- 1985: Chunichi Crowns

### Elders
- 1983: Chiba Open
- 1984: Tokai Open

### European Seniors Tour
- 2001: AIB Irish Seniors Open, Microlease Jersey Senior Masters
- 2002: AIB Irish Seniors Open, Wales Seniors Open, De Vere PGA Seniors Championship
- 2004: Nigel Mansell Sunseeker International Classic

### Teams
- USB Cup: 2002